# Port lotniczy Karakoł
Port lotniczy Karakoł (ICAO: UCFP) – port lotniczy położony we mieście Karakoł, stolicy obwodu issykkulskiego, w Kirgistanie.